# 坂尾五郎治
坂尾 五郎治（さんご の ごろうじ）は、平安時代中期から末期の武士。平常長の家臣で、現在の千葉市若葉区大宮町付近を開拓したとされる人物である。

## 生涯
生没年代不詳。平常長の父常将が討ち死にしたとき、常長は6歳であったが、敵方が迫っていた。五郎治は、利根五郎、岩富九郎、船尾太郎、松丸七郎、本納三郎、内田則定とともに戦い、このうち船尾・松丸は敵方へ陥ったが、残る人々は、なんとか切り抜けて命を助かり、「これは妙見尊の加護である」と悦んだ。
前九年の役の際には、源頼義旗下として中村小太郎常方、利根五郎、岩富九郎、船尾太郎、松丸七郎、本納三郎、内田五郎、岩佐八郎、椎崎三郎、船橋弥太郎、城平太、深町七郎、このほか雑兵二百余人とともに参戦した。
大治5年（1130年）、千葉常重より現在の千葉市若葉区大宮町付近（当時は千葉荘池田郷）を与えられ、各地区を一族郎党に開発させた。現大宮町の西部をなす長峰地区については、五郎治の末孫の和恵を娶った長峰田所三郎胤行が開拓したとされる。
また同年には長峰村三角山に妙見社を建立し、その翌年、上坂尾に北斗山金剛授寺（後の栄福寺）を建立した。境内の枝垂れ桜は、同年、五郎治の妻・高枝姫が病の治癒を妙見大菩薩に祈願し、本願成就の礼として植えたと伝わる。